# Юрай Месік
Юрай Месік (нар. 19 липня 1962, Зволен) — словацький громадський і екологічний активіст, колишній чехословацький політик Партії зелених (Партія зелених у Словаччині), член Палати націй Федеральних зборів після Оксамитової Революції . Активний спікер та учасник Форуму Вільних Народів Постросії/

## Біографія
Закінчив медичний факультет Університету Коменського в Мартіні . У 1982–1986 роках він був головою основної організації Словацького союзу захисників природи і ландшафту в Банській Бистриці. У 1986 році він став співзасновником табору «Дерево життя» в Клашторську .
Станом на 1989 рік він професійно значиться аспірантом в Банській Бистриці . На початку 1990 брав участь у створенні словацької організації Партії зелених і на її установчому з'їзді 21 січня 1990 у Банській Бистриці, він став головою партії. У 1991 році його змінив Петер Сабо . У 1990—1991 роках він був заступником голови національної Партії зелених. У 1990—1992 роках він працював директором відділу соціальних контекстів Федерального комітету з питань навколишнього середовища в Празі та радником міністра.
У грудні 1989 року він приєднався до словацької частини Палати Націй (виборчий округ № 107 — Банська Бистриця, Центральна Словацька область) як позафракційний член парламенту (відповідно член Партії зелених) у рамках процесу кооптація Федеральних зборів після «оксамитової революції» . Він залишався у федеральному парламенті до кінця свого терміну, тобто до виборів 1990 року .
У 1993–2003 роках був директором фонду Екополіс — Екологічне партнерство для Центральної Європи — Словаччина, потім членом його ради директорів. Водночас у 1994–1995 рр . він був членом ради директорів Інституту східно-західних досліджень у Празі. У 1995–1998 роках він також був членом Комітету третього сектора та членом керівного комітету кампанії SOS для третього сектора . З 1998 року він працював у дорадчій раді Ініціативи громадської філантропії при Фонді відкритого суспільства Братислава .
З 1996 року працює в Ініціативі філантропії Європейського співтовариства в Центрі Європейського фонду в Брюсселі. У 1997–1998 роках був членом правління Фонду дітей Словаччини . У 1998 році він працював у керівному комітеті виборчої кампанії OK 98, а в 1999 році був членом петиційної комісії для обрання Магди Вашарьової президентом Словаччини, у 2000–2001 роках обіймав посаду члена петиційної комісії «За справжню реформу державного управління».
Він брав активну участь у місцевій політиці Словаччини. На муніципальних виборах у Словаччині в 1998 році він був обраний до муніципальної ради в Банська Бистриця. У 1994 році він був одним із засновників правління фундації громади Zdravé mesto Banská Bystrica, а потім її головою. З 1997 року він є членом обласної ради третього сектору Банскобистрицького краю. З березня 2003 року він працював старшим спеціалістом громадських фондів у Світовому банку у Вашингтоні, де займався розвитком громадських фондів. Потім працював незалежним експертом Світового банку та оглядачем.
З 2022 є активним учасником та спікером Форуму Вільних Народів Постросії.

## Сім'я
Його дружина — активістка за права жінок Ольга Петручова . Має трьох синів.